# Schulpengat (Schiff)
Die Schulpengat war eine Doppelendfähre der niederländischen Reederei Texels Eigen Stoomboot Onderneming (TESO).

## Geschichte
Das Schiff wurde unter der Baunummer 1012 auf der Verolme Scheepswerf in Heusden gebaut. Die Kiellegung erfolgte am 27. Juli 1989, der Stapellauf am 28. Juli 1990. Die Fähre wurde auf der Bauwerft bis einschließlich der Fahrzeugdecks gefertigt. Mit den darüberliegenden Decksaufbauten hätte das Schiff nicht unter den unterhalb der Bauwerft liegenden Brücken hindurchgepasst. Im Oktober 1990 wurde die Fähre nach Dordrecht geschleppt. Dort wurden die oberhalb der Fahrzeugdecks liegenden Decksaufbauten, die auf der Bauwerft an Land vorgefertigt worden waren, auf den Rumpf aufgesetzt und das Schiff im Dezember 1990 fertiggestellt und an die Reederei abgeliefert. Die Baukosten beliefen sich auf rund 70 Mio. Gulden. Der Entwurf des Schiffes stammte vom Bureau voor Scheepsbouw in Bloemendaal.
Das Schiff wurde am 18. Februar 1991 in Dienst gestellt und von Texels Eigen Stoomboot Onderneming im Fährverkehr zwischen Den Helder und ’t Horntje auf Texel eingesetzt. Es ersetzte die Molengat, die erste TESO-Fähre mit zwei Fahrzeugdecks, die fortan als Ersatzschiff und zur Unterstützung bei starkem Verkehrsaufkommen diente. 2005 wurde die Schulpengat durch den Neubau Dokter Wagemaker ersetzt, blieb aber noch als Ersatzschiff und zur Unterstützung bei hohem Verkehrsaufkommen im Dienst. Nach der Indienststellung der Texelstroom 2016 wurde die Fähre aufgelegt und nur noch vereinzelt als Reserve genutzt. Im Januar 2018 wurde sie endgültig außer Dienst gestellt, nachdem sie am 21. Januar zum letzten Mal zwischen ’t Horntje und Den Helder verkehrte.
Der Versuch, das Schiff an eine andere Reederei zu verkaufen, war nicht erfolgreich. Im September 2018 wurde das Schiff zur Verschrottung an Galloo in Gent verkauft und Ende 2018/Anfang 2019 verschrottet. Eines der beiden Ruderhäuser soll erhalten werden. Zunächst war vorgesehen, es im Rahmen einer Erweiterung der Ausstellung über die TESO im Museum Kaap Skil in Oudeschild auf der Insel Texel auszustellen. Dies ließ sich jedoch aufgrund geänderter Schwerpunkte der Ausstellungen des Museums nicht verwirklichen. Stattdessen wurde es im Maritiem- en Juttersmuseum Flora in De Koog auf Texel ausgestellt. Das im Februar 2023 eröffnete Exponat zeigt im unteren Teil eine Ausstellung über die Geschichte des Fährdiensts TESO und im oberen Teil die nautische Ausstattung der Fähre.
Das Schiff war nach einem Seegatt zwischen Den Helder und der Insel Texel als Teil des Marsdiep benannt.

## Technische Daten und Ausstattung
Der Antrieb der Fähre erfolgte dieselelektrisch durch vier Voith-Schneider-Propeller, die von je zwei Holec-Elektromotoren (Typ: WK 124/HB-04) mit jeweils 625 kW Leistung angetrieben wurden. Für die Stromerzeugung standen sechs Caterpillar-Dieselmotoren (Typ: 3606 DI TA) mit jeweils 1600 kW Leistung zur Verfügung, die sechs Holec-Generatoren (Typ: DGSS560 s-6) mit jeweils 1625 kVA Scheinleistung antrieben. Im Fährbetrieb wurden üblicherweise jeweils vier der Generatorsätze zur Stromerzeugung genutzt.
Das Schiff verfügte über zwei Fahrzeugdecks mit zusammen 1065 Spurmetern. Die Fahrzeugdecks bestanden aus einem mittleren Bereich mit jeweils vier Pkw-Fahrspuren sowie einer seitlichen Fahrspur auf jeder Seite der Fähre. Auf dem unteren Fahrzeugdeck standen insgesamt 1308 m² zur Verfügung. Im mittleren Bereich des unteren Fahrzeugdecks konnten auch Lkw befördert werden. Hierfür standen 907 m² auf drei Fahrspuren mit 288 Spurmetern zur Verfügung bzw. vier Fahrspuren für Pkw mit 278 Spurmetern. Die nutzbare Höhe des unteren Fahrzeugdecks betrug 4,4 m im mittleren Bereich und 2,6 m im Bereich der beiden seitlichen Fahrspuren.
Auf dem oberen Fahrzeugdeck standen insgesamt 1254 m² für die Beförderung von Pkw zur Verfügung. Die nutzbare Höhe des Decks betrug 2,9 m, die maximale Achslast 2,6 t.
Auf den Fahrzeugdecks war Platz für 242 Pkw. Die Fähre konnte 1750 Passagiere befördern. Die Tragfähigkeit des Schiffes betrug 1215 t. Die Fahrzeugdecks waren über höhenverstellbare Rampen an Land erreichbar.
Oberhalb der Fahrzeugdecks befand sich ein Deck mit den Einrichtungen für die Passagiere sowie an beiden Enden jeweils ein darüber angeordnetes Ruderhaus.